# Anthony Charteau
Anthony Charteau (født 4. juni 1979) er en tidligere fransk professionel cykelrytter. Han cyklede for hold som Crédit Agricole, Caisse d'Epargne og Bbox Bouygues Telecom.
Han største resultat var da han i 2010 vandt bjergkonkurrencen i Tour de France.